# Richard Ruben
 (avril 2019).
Si vous disposez d'ouvrages ou d'articles de référence ou si vous connaissez des sites web de qualité traitant du thème abordé ici, merci de compléter l'article en donnant les références utiles à sa vérifiabilité et en les liant à la section « Notes et références ».
Richard Ruben est un humoriste belge né à Bruxelles le 17 août 1967 d'un père anglais né à Alexandrie et d'une mère alsacienne née à San Salvador.
En plus de vingt ans de carrière, Richard Ruben a créé dix one man shows différents, a joué près de 2 500 représentations à travers la Belgique mais également en Suisse et en France où ses trois derniers spectacles ont été largement diffusés sur NRJ12 et Comédie+ (Groupe Canal).
Avec un style qui n’appartient qu’à lui[citation nécessaire], Richard Ruben est un performer à l’humour ironique et cinglant qui manie toutes les disciplines du spectacle vivant : stand-up, personnages, imitations, chansons...

## Carrière
Dès ses débuts en 1990, Richard Ruben s’est constitué un public très fidèle qui a tout de suite vu en « Gonzague », l’un de ses personnages fétiches, un reflet de la société belge qui va bien au-delà du cliché. Depuis, ce prénom est rentré dans le langage courant pour nommer les BCBG belges[citation nécessaire]. 
Fort de son succès, il se retrouve en 1995 sur la scène de Forest National en vedette. Il est d’ailleurs, le premier humoriste belge à avoir rempli le temple belge du rock[citation nécessaire] !
En 1998, il participe au single Le Bal des gueux d'Alec Mansion au profit de l’Opération Thermos, qui distribue des repas pour les sans-abris, dans les gares. Cette chanson est interprétée par trente-huit artistes et personnalités dont Toots Thielemans, Stéphane Steeman, Marylène, Armelle, Jacques Bredael, Lou, Alec Mansion, Muriel Dacq, les frères Taloche, Morgane, Nathalie Pâque, Frédéric Etherlinck, Richard Ruben, Christian Vidal, Marc Herman, Jeff Bodart, Jean-Luc Fonck, Benny B et Daddy K.
Arpentant tous les festivals de la francophonie (Rochefort, Performance d’Acteurs à Cannes, Festival d’Antibes, Montreux, Paris fait sa Comédie…) ayant joué à Paris pendant de longs mois (au Théâtre Trévise, à la Comédie de Paris, Petit Palais des Glaces…), Richard Ruben a toujours privilégié la Belgique où il a joué à peu près partout (Forum de Liège, Cirque Royal de Bruxelles, Théâtre royal de Namur…). 
Ce féru des planches a été pendant six ans le leader de la célèbre « Revue des Galeries » qui réunit chaque année 45 000 spectateurs à Bruxelles. 
2015 est une année éclectique pour Richard. Il devient le "Brooklyn Boy" de Donald Margulies dans une mise en scène d'Armand Delcampe au Festival de Théâtre de Spa ainsi qu'à l'atelier théâtral Jean Vilar à Louvain-la Neuve. Avec la collaboration de Pascal Légitimus et toujours mis en scène par Sam Touzani, il repart en tournée en France et en Belgique avec "Je suis belge mais ça ne se voit pas" créé en 2014 au Festival D'Avignon. 
En 2016, Richard joue tout l'automne "Je suis à Belge..." à Paris au Bô St Martin ainsi qu'en tournée en France et en Belgique; créé un spectacle en anglais (Mind the gap); son show "Ruben fête ses 25 ans" est diffusé en prime sur la RTBF ainsi que sur Comédie+ 
En 2019, il crée "En Chanté", un spectacle au style totalement inédit[citation nécessaire], où il mêle imitations ambitieuses ( Piaf, Amy Winehouse, Sting, Vianney, Pavarotti, Stephane De Groodt, Stromae...) à une vraie dramaturgie, faisant la part belle à des personnages et au stand-up. Accompagné par le multi-instrumentiste Thom Dewatt, ce spectacle co-écrit avec Sam Touzani et mis en scène par ce dernier, a été créé à L'Espace Magh à Bruxelles le 30 janvier, où il triomphe durant 3 semaines[citation nécessaire] !  Une première tournée, dans la foulée mène l'humoriste belge d'Aix en Provence à Antibes, en passant par Liège, Charleroi, St Riquier ou Cogolin avec un succès revigorant[citation nécessaire].  

### Théâtre
- Droits de Succession  de Vincent Aze (1998)
- L’escort Girl d’Annie Zottino (2006)
- La Revue des Galeries (2005 à 2012)
- Brooklyn Boy de Donald Margulies (2015)

### Fictions
- L’adorable femme des Neiges  de JM Vervoort (2003) aux côtés de Florence Pernel.
- Le génie de l’Art : série sur Tokyo 12 (TV japonaise - 2004)
- 7e ciel – Belgique » (Série sur RTBF - 2007)
- Les 13 vies de Richard Ruben (Fiction RTBF - 2010) avec Natacha Amal, Tom Novembre, Kamini, Gérard Pulicino, Popeck, Alex Vizorek, Fabrizio Rongione, Walter...

### One man shows
- 1990 :  Starmaniac
- 1994 :  Tu connais, tu connais ?
- 1996 :  Le Mariage de Gonzague
- 1998 :  La Fracture
- 2000 :  Le Mâle du Siècle
- 2005 :  Ruben déballe Tout !
- 2010 :  Ruben refait le Monde
- 2012 :  Peur de Rien
- 2014 :  Je suis belge mais ça ne se voit pas
- 2016 :  Mind the Gap (Ruben in English)
- 2017 :  En Sursis
- 2019 :  En Chanté
- 2022 :  Ruben Procrastine

Richard Ruben a travaillé avec divers metteurs en scène dans diverses expériences :
Sam Touzani, Michel Kartchevsky, Eric De Staercke, Pascal Légitimus, Armand Delcampe… 

### Livres
- Gonzague, tu connais, tu connais (1996, éditions Quorum)
- Gonzague, l’Almanach (1998, éditions Encre rouge)
- Mona (2003, Nouvelle / Système B, éditions Luce Wilquin)
- Les Nouveaux Gonzague (2008, éditions Luc Pire)
- Je vous ai apporté mes bons mots (2014, éditions Lamiroy)

### Télévision
- Ruben déballe tout : RTBF (2007)
- Ruben Integral : RTBF - NRJ 12 – Comedie+ (2009)
- Ruben refait le Monde : RTL-TVi - Comédie+ (2011)
- Ruben fête ses 25 ans : RTBF - Comédie+ (2016)
- C’est Show : Patrick Sébastien – France 2
- Les Années Bonheur : Patrick Sébastien – France 2
- Fort Boyard – France 2
- Paris fait sa comédie à L’Olympia  - France 2
- Le Zèbre – Paris -Première
- Les Coups d’Humour – TF1
- La Cible – France 2
- Signé Taloche - RTBF
- On n'est pas des pigeons - RTBF
- 50° degrés nord – Arte Belgique
- L’invité : Pascal Vrebos – RTL-TVI
- Dan Late Show - RTBF
- Face à face - RTL-TVI

### Radio
-  2011 - 2012 : "le Ruben du Lundi", chronique hebdo sur Bel RTL 
-  2019 : "ça fait du bien", chroniqueur chez Anne Roumanoff sur Europe 1 
-  2020 - 2023 : "Les Enfants de Chœur" chroniqueur chez Michael Pachen sur Vivacité - RTBF